# Humbercamps
Humbercamps település Franciaországban, Pas-de-Calais megyében. Lakosainak száma 219 fő (2022. január 1.). Humbercamps La Cauchie, Bailleulmont, La Herlière, Pommier és Saint-Amand községekkel határos.

## Népesség
A település népességének változása:
| Lakosok száma | 224  | 221  | 219  | 218  | 219  | 222  | 218  | 219  | 219  |
|               | 2013 | 2015 | 2016 | 2017 | 2018 | 2019 | 2020 | 2021 | 2022 |